# Большеротый буффало
Большеротый буффало (лат. Ictiobus cyprinellus) — вид рыб семейства чукучановых (Catostomidae), обитающий в Северной Америке. 

## Описание
Длина тела составляет в среднем 35 см, при идеальных условиях местообитания максимальная масса рыбы может достигать 36 кг при длине 1,25 м. Окраска тела оливково-бурого цвета, плавники тёмные, спинной плавник длинный. 

## Распространение
Исключительно пресноводная рыба. Вид распространён в реках, впадающих в Гудзонов залив, Великих озёрах и бассейне Миссисипи — от Саскачевана и Онтарио в Канаде до низовий реки в Луизиане. Является одним из основных объектов промышленного разведения рыбы в США, по гастрономическим качествам ценится там выше карпа. Также разводится в аквакультурных хозяйствах других стран.

## Образ жизни
Населяет пресноводные реки, а также озёра и водохранилища. Питается ветвистоусыми ракообразными и личинками длинноусых насекомых. Обитает в мелководных (до 4 м) хорошо прогреваемых озёрах, медленнотекущих участках рек, устойчив к эвтрофикации и мутной воде. Продолжительность жизни превышает 20 лет, в США найдены особи, достигшие возраста 112 лет, таким образом, это один из самых долгоживущих видов костных рыб. Нерест происходит в конце весны - начале лета, во время паводка, при температуре воды 15–18° С, в мелких притоках или на разливах. Липкая икра выметывается на растения. Плодовитость до 750 тыс. икринок. Инкубационный период икры зависит от температуры, в водоемах Северной Америки длится до 2 недель. Личинки выклевываются при длине 5 мм, уходят в толщу воды, при достижении 6,5 мм длины начинают питаться зоопланктоном. Быстрорастущая рыба. Самцы созревают в 3 года при длине 30–38 см, самки - в возрасте 4–5 лет при длине 47–48 см.
В России разводится в аквакультурных хозяйствах на водоёмах-охладителях ГРЭС, где также возможен естественный нерест.

## Взаимодействие с человеком
Большеротый буффало является ценным объектом промыслового и спортивного рыболовства, аквакультуры, но из-за питания мелкими личинками насекомых (бентосом) и зоопланктон) редко берёт традиционные насадки рыболовов - любителей. В США популярна ночная охота с луком и прожектором с лодок на большеротых буффало. В то же время бесконтрольная охота приводит к сокращению численности диких популяций, так как выбиваются наиболее крупные и старые особи - производители. В целом численность вида в дикой природе сокращается, из-за плохо контролируемого вылова, охоты и строительства плотин. Недавние исследования показали, что на севере ареала (Канада, Миннесота, Северная Дакота) некоторые изученные популяции на 80-90% состояли из особей старше 80 лет, с очень небольшим количеством молоди. По мнению исследователей, это связано со строительством плотин на крупных реках в 1930-х годах, нарушивших гидрологический режим нерестилищ. На этот эндемичный вид в дикой природе США и Канады также влияет вытеснение инвазивными видами, такими, как толстолобики и карп (сазан).